# センカクオトギリ
センカクオトギリ（尖閣弟切、Hypericum senkakuinsulare）とは、オトギリソウ科オトギリソウ属の低木。

## 概要
日本固有種で沖縄県の魚釣島のみに分布する。断崖の風衝地に生育する。
常緑の低木。樹高は約60センチメートルで、赤褐色の樹皮を持つ。葉は対生、楕円形～長楕円形で、長さ2～4センチメートル、表面に斑点がある。花期は夏。花は黄色。
園芸用の採取や、魚釣島に放逐されたヤギによる食害・植生のかく乱等が要因で、自生地及び個体数を減らしている（尖閣諸島#確認されている希少種を参照）。

## Status
絶滅危惧IA類 (CR)（環境省レッドリスト）
生育地である下記の地方公共団体が作成したレッドデータブックに掲載されている。
- 沖縄県：絶滅危惧IA類